# Locomotiva FS 545
Le locomotive gruppo 545 sono state un gruppo di locomotive a vapore, con rodiggio 2-2-0, che le Ferrovie dello Stato acquisirono, dopo il 1906, in seguito al riscatto della Rete Adriatica.

## Storia
Le locomotive del gruppo 545 FS vennero costruite a partire dal 1887, su commissione della Società Italiana per le strade ferrate meridionali,  dalla Kessler Lokomotivfabrik di Esslingen che ne consegnò 10 unità e dalla Maffei di Monaco di Baviera che ne costruì 22. Una sola unità, la 5471, venne costruita nel 1889 dalle Officine Ferroviarie di Verona. Un successivo ordine per 13 unità venne consegnato tra 1890 e 1891 dalla Società Italiana Ernesto Breda per Costruzioni Meccaniche. Le locomotive, immatricolate nel gruppo 180 SFM, trovarono impiego alla trazione dei treni viaggiatori veloci sulla direttrice Adriatica e sulle linee principali della Rete Adriatica. Vennero acquisite dalle Ferrovie dello Stato a partire dal 1906.
Si ritrovano ancora immatricolate nell'album delle locomotive FS del 1915.

## Caratteristiche tecniche
La locomotiva fu costruita con il rodiggio 2-2-0 tipico delle locomotive veloci da treno viaggiatori; era una macchina a vapore saturo, a 2 cilindri esterni a semplice espansione con distribuzione del tipo Stephenson a cassetto piano.
La locomotiva era costituita da un carro su cui erano disposte le due grandi ruote motrici accoppiate del diametro di 1.920 mm. La parte anteriore poggiava su un carrello di guida a due assi da 960 mm. Erano dotate di freno continuo automatico ad aria compressa e di riscaldamento a vapore per le carrozza. Alla locomotiva era accoppiato un tender a tre assi della lunghezza di 6,305 m con ruote piuttosto grosse del diametro di 1.220 mm.